# 60-cm Karl Gerät 040
60-cm Karl-Gerät 040 i jego udoskonalona wersja 54-cm Karl-Gerät 041 – najcięższy samobieżny moździerz, używany w czasie II wojny światowej. Wchodził w skład uzbrojenia niemieckich wojsk lądowych. Jego nazwa została nadana na cześć niemieckiego generała artylerii Karla Beckera.

## Historia

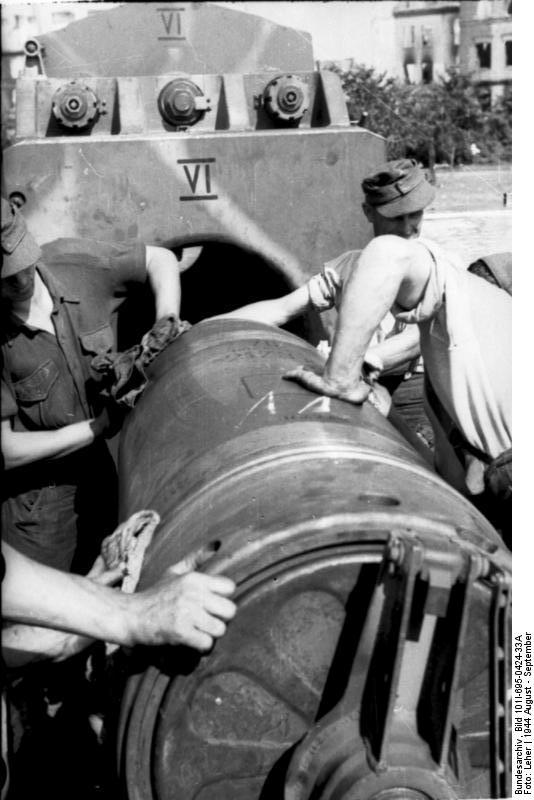
Moździerz VI „Ziu”

W marcu 1936 niemieckie zakłady Rheinmetall AG rozpoczęły prace nad konstrukcją nowych moździerzy oblężniczych, przeznaczonych do niszczenia obiektów umocnionych, przede wszystkim ciężkich bunkrów francuskiej linii Maginota. Prace się opóźniły. Do użytku wojska oddano 6 egzemplarzy. Oznaczono je numerami od I do VI i nadano imiona bogów germańskich (prototyp z 1937 nie miał nazwy):
I „Adam” – przekazany wojsku 5 listopada 1940, pod koniec wojny przemianowany na „Baldur”;

II „Eva” – przekazany 7 listopada 1940, pod koniec wojny przemianowany na „Wotan”;

III „Thor” – przekazany 20 lutego 1941;

IV „Odin” – przekazany 14 kwietnia 1941;

V „Loki” – przekazany 11 czerwca 1941;

VI „Ziu” – przekazany 28 sierpnia 1941.

### Wykorzystanie
Pierwotnym zadaniem moździerzy miało być niszczenie schronów Linii Maginota, nie zdążono jednak na czas z ich produkcją. Dopiero w czasie operacji Barbarossa użyto ich w warunkach bojowych podczas oblężenia Sewastopola (Odin oraz Thor).
Moździerze były transportowane pociągami na specjalnie zaprojektowanych dla nich platformach. Na własnych gąsienicach mogły poruszać się tylko na niewielkie odległości. Problemem było również dostarczanie amunicji, ze względu na ciężar i rozmiar. Wykorzystywano do tego specjalne wozy amunicyjne, zbudowane na podwoziach czołgów PzKpfw IV. Przed rozpoczęciem ostrzału Karl-Mörser musiał osiąść dnem kadłuba na specjalnie przygotowanym podłożu, by odciążyć zawieszenie. Moździerz charakteryzował się małą szybkostrzelnością, jednak eksplozja pocisku kalibru 600 mm wywoływała znaczne zniszczenia.

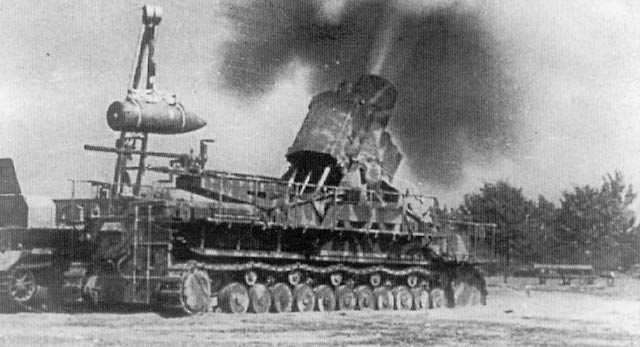
„Ziu” ostrzeliwujący Warszawę (zdjęcie wykonane w sierpniu 1944)

Karl numer VI „Ziu” został użyty do ostrzału Warszawy podczas powstania warszawskiego. Znanych jest wiele zdjęć moździerza, ostrzeliwującego Śródmieście ze stanowiska bojowego u stóp pomnika gen. Józefa Sowińskiego w parku na Woli.
W czasie powstania warszawskiego wystrzelono w kierunku pozycji powstańczych kilkadziesiąt pocisków. Jeden z nich trafił 18 sierpnia 1944 w budynek przy ul. Moniuszki 10, w którym znajdowała się restauracja „Adria”, przebił się do piwnic, ale nie eksplodował. Powstańcy rozbroili niewybuch i uzyskali z niego materiał wybuchowy, który został użyty w czasie walk. Skorupa pocisku pozostała w piwnicach „Adrii”. Odnaleziono ją w połowie lat 60. XX wieku, podczas usuwania gruzu przed odbudową restauracji i przekazano do Muzeum Wojska Polskiego w Warszawie.
Kolejny pocisk trafił 28 sierpnia 1944 w szczytową część budynku Towarzystwa Ubezpieczeniowego „Prudential” i bardzo poważnie uszkodził jego konstrukcję (spowodował odchylenie od pionu). Moment trafienia został uwieczniony na fotografii wykonanej z dachu budynku przy ul. Kopernika przez Sylwestra Brauna. 30 sierpnia 1944 w podziemiach Prudentialu odnaleziono niewybuch pocisku moździerzowego kaliber 600 mm. Saperzy rozbroili niewybuch.
W czasie powstania warszawskiego udało się rozbroić 17 niewybuchów pocisków moździerzowych kalibru 600mm.

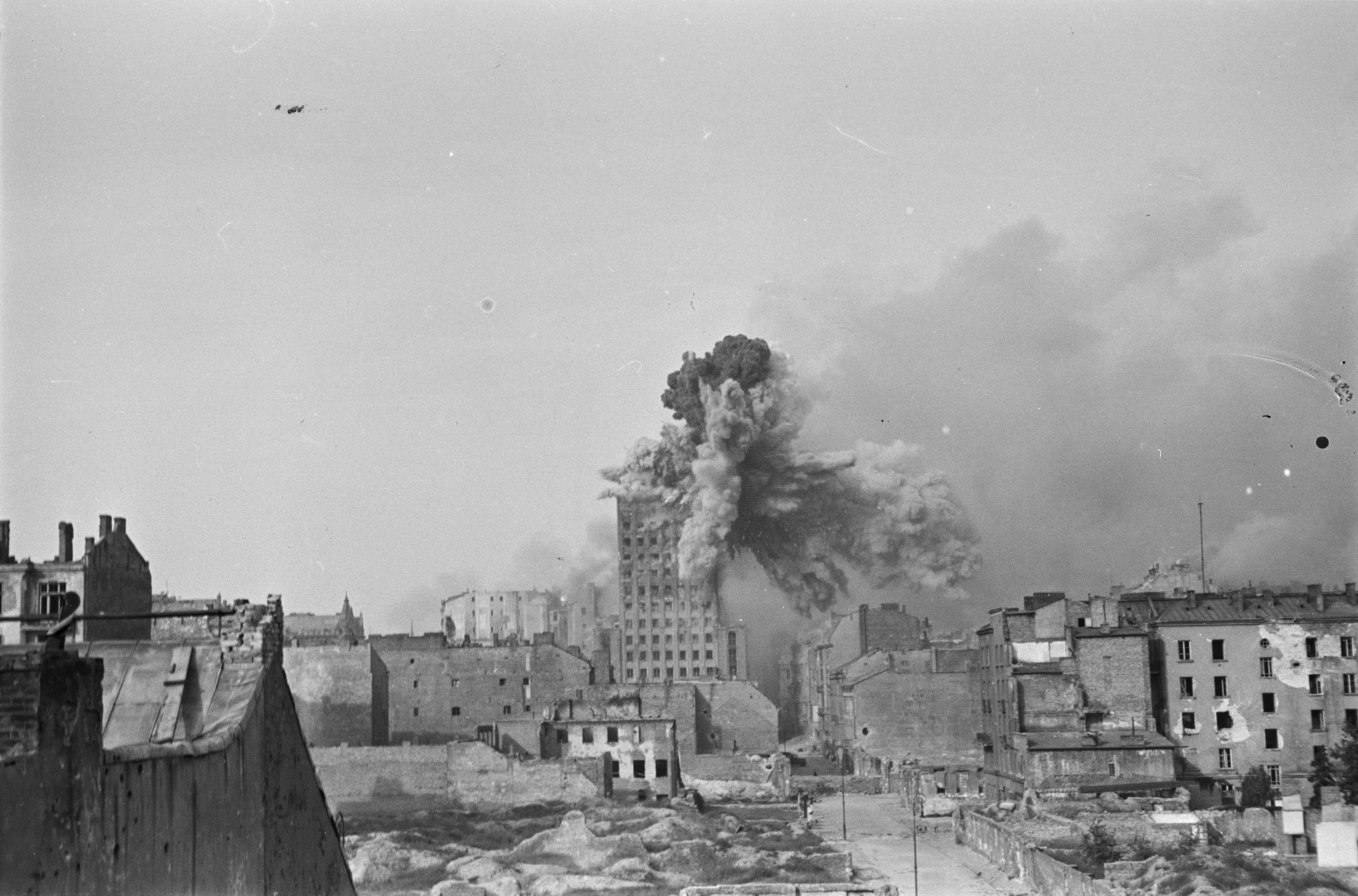
Fotografie przedstawiające trafienie „Prudentialu”
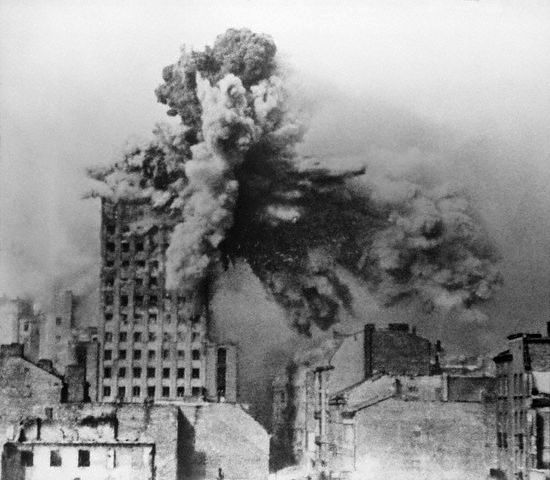
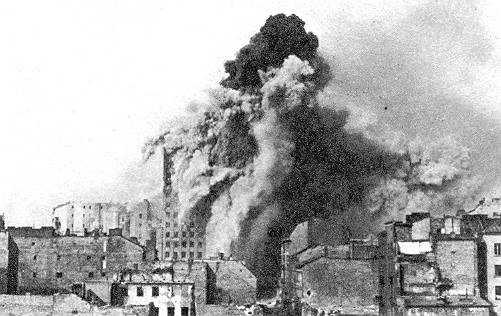
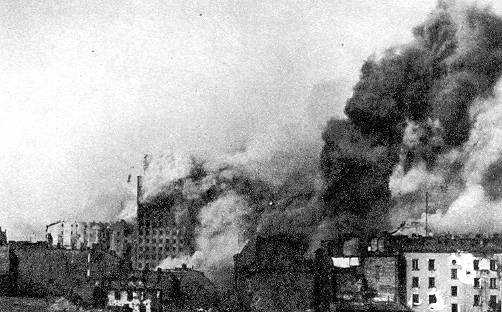

Ostatni z dotąd odkrytych niewybuchów pocisku, który od czasów powstania warszawskiego leżał na głębokości 10 m pod pl. Powstańców Warszawy, znalazła 28 sierpnia 2012 roku jedna z ekip budujących II linię warszawskiego metra.
Z niemieckich raportów wynika że drugi moździerz o nazwie „Baldur”, wchodzący w skład Heeres Artillerie Batterie 428, został przywieziony do Warszawy 7 września 1944. Oba moździerze „Ziu” i „Baldur” wspierały taktycznie Grupę Bojową Reinefarth. Stanowisko ogniowe jednego z nich znajdowało się  przez pewien czas na południowo-wschodnim krańcu Pola Mokotowskiego. 22 września 1944, ze względu na zużycie, moździerz „Ziu” został wycofany z Warszawy  i wysłany do bazy w Jüterbogu. Moździerz „Baldur” pozostał w Warszawie do końca powstania. 24 września ostrzeliwał Mokotów, a 29 i 30 września 1944 ostrzeliwał Żoliborz. Opuścił rejon Warszawy 10 lub 11 października 1944.

## Amunicja

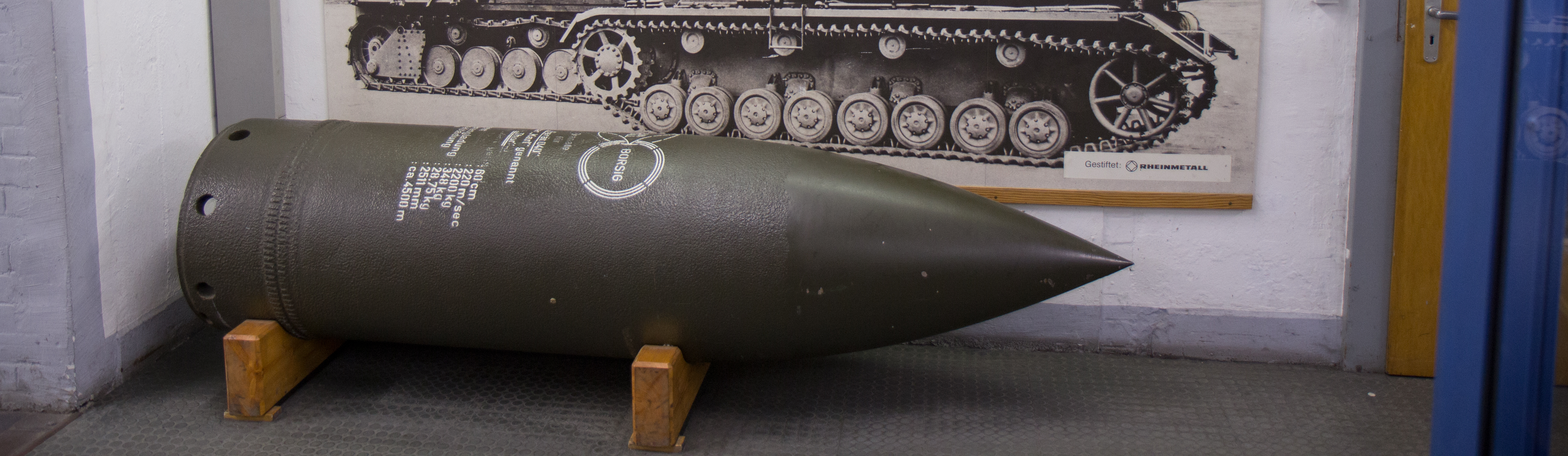
Pocisk kalibru 600 mm

Moździerz Karl-Gerät 040 kalibru 600 mm wystrzeliwał pociski o długości 2511 mm, masie 2170 kg, z ładunkiem wybuchowym o masie 280 kg z prędkością początkową 220 m/s, na odległość od 2840 do 4320 m. Od 1942 roku produkowano również lżejsze pociski o długości 1991 mm, o masie 1700 kg, z ładunkiem wybuchowym o masie 220 kg, miotane z prędkością początkową 283 m/s, na odległość od 4260 do 6640 m. Moździerz Karl-Gerät 041 kalibru 540 mm wystrzeliwał pociski o masie 1250 kg, z prędkością początkową 378 m/s, na odległość od 4840 m do 10 060 m.

## Zachowany egzemplarz
Jedyny zachowany moździerz Karl-Gerät 040, z namalowaną nazwą „Adam”, znajduje się w Muzeum Czołgów w Kubince, w hangarze nr 6. Uważano, że to moździerz „Ziu”, który został przechwycony przez Armię Czerwoną, jednak podczas renowacji pod warstwą farby znaleziono napis „Adam” i ten napis zachowano.